# Jean Grumellon
Jean Grumellon (ur. 1 czerwca 1923 w Saint-Servan obecnie Saint-Malo, zm. 30 grudnia 1991) – francuski piłkarz występujący na pozycji napastnika.
W 1950 został królem strzelców Division 1. W latach 1977–1987 rozegrał 10 meczów w reprezentacji Francji i strzelił dla niej 5 goli.